# Persecución cristiana del paganismo bajo Teodosio I
La mal llamada persecución cristiana del paganismo bajo Teodosio I hace referencia al conjunto de edictos que el emperador Teodosio I publicó junto sus compañeros Graciano el Joven y Valentiniano II, y después con sus hijos Honorio y Arcadio, continuando con los esfuerzos iniciados ya en tiempos de la República Romana de acabar con ciertas prácticas y rituales, considerados tanto por cristianos como por grecorromanos (Porfirio y Filóstrato el Joven ya habían mostrado su repulsa a los sacrificios y el repudio a las ciudades que eran conocidas por ser donde se llevaban a cabo), como salvajes y aborrecibles. Se encuentran recogidos en el Codex Theodosianus.
- 381 CTh.16.10.7 Imppp. gratianus, valentinianus et theodosius aaa. floro praefecto praetorio. si qui vetitis sacrificiis diurnis nocturnisque velut vesanus ac sacrilegus, incertorum consultorem se inmerserit fanumque sibi aut templum ad huiuscemodi sceleris executionem adsumendum crediderit vel putaverit adeundum, proscriptione se noverit subiugandum, cum nos iusta institutione moneamus castis deum precibus excolendum, non diris carminibus profanandum. dat. xii kal. ian. constantinopoli eucherio et syagrio conss. (381 dec. 21).

Aquel que prohíbe los sacrificios diarios y nocturnos, como si fuera un disgusto y un sacrilegio, se sumergiera en el consejo de lo desconocido, quedaría el mismo sometido a la proscripción. Edicto publicado por Graciano, Valentiniano II y Teodosio I para el prefecto del pretorio Floro con la intención de castigar a aquel que fuese injusto con los paganos y practicase artes oscuras.
- 382 CTh.16.10.8 Idem aaa. palladio duci osdroenae. aedem olim frequentiae dedicatam coetui et iam populo quoque communem, in qua simulacra feruntur posita artis pretio quam divinitate metienda iugiter patere publici consilii auctoritate decernimus neque huic rei obreptivum officere sinimus oraculum. ut conventu urbis et frequenti coetu videatur, experientia tua omni votorum celebritate servata auctoritate nostri ita patere templum permittat oraculi, ne illic prohibitorum usus sacrificiorum huius occasione aditus permissus esse credatur. dat. prid. kal. dec. constantinopoli antonio et syagrio conss. (382 nov. 30).

Decretamos, por autoridad del consejo público, que la casa antes dedicada a la congregación, y ahora también común al pueblo, siempre estará abierto, y no permitiremos que el oráculo manipule este asunto sigilosamente. Para que vuestra experiencia, habiendo observado toda la solemnidad de los votos, pueda por nuestra autoridad permitir que el templo se abra de tal manera que el oráculo no crea que en esta ocasión se permite el acceso al uso de los sacrificios prohibidos.
- 385 CTh.16.10.9 Idem aaa. cynegio praefecto praetorio. ne quis mortalium ita faciendi sacrificii sumat audaciam, ut inspectione iecoris extorumque praesagio vanae spem promissionis accipiat vel, quod est deterius, futura sub execrabili consultatione cognoscat. acerbioris etenim inminebit supplicii cruciatus eis, qui contra vetitum praesentium vel futurarum rerum explorare temptaverint veritatem. dat. viii kal. iun. constantinopoli arcadio a. i et bautone v. c. conss. (385 mai. 25).

No sea que algún mortal se atreva a hacer así un sacrificio, para que por inspección del hígado y augurios externos reciba la vana esperanza de una promesa, o, lo que es peor, conozca el futuro bajo una consulta execrable. Porque aquellos que han intentado explorar la verdad de las cosas presentes y futuras, serán amenazados con una tortura más amarga.
- 388 CTh.16.4.2 Idem aaa. tatiano praefecto praetorio. nulli egresso ad publicum vel disceptandi de religione vel tractandi vel consilii aliquid deferendi patescat occasio. et si quis posthac ausu gravi adque damnabili contra huiusmodi legem veniendum esse crediderit vel insistere motu pestiferae perseverationis audebit, competenti poena et digno supplicio coherceatur. dat. xvi kal. iul. stobis theodosio a. ii et cynegio conss. (388 iun. 16).

Que nadie salga en público, ni discuta religión, ni negocie, ni transmita ningún plan. y si alguien de ahora en adelante cree que va a ir contra tal ley por una empresa grave y reprensible, o se atreve a insistir en una moción de perseverancia perniciosa, será restringido por un castigo competente y una ejecución digna. Edicto local en una zona rebelde.
- 389 CTh.9.16.11 Imppp. valentinianus, theodosius et arcadius aaa. albino praefecto urbi. quicumque maleficiorum labe pollutum audierit deprehenderit occupaverit, ilico ad publicum protrahat et iudiciorum oculis communis hostem salutis ostendat. quod si quisquam ex agitatoribus seu ex quolibet alio genere hominum contra hoc interdictum venire temptaverit aut clandestinis suppliciis etiam manifestum reum malificae artis suppresserit, ultimum supplicium non evadat geminae suspicionis obnoxius, quod aut publicum reum, ne facinoris socios pulicaret, severitati legum et debitae subtraxerit quaestioni aut proprium fortassis inimicum sub huius vindictae nomine consilio atrociore confecerit. dat. xvii kal. sept. romae timasio et promoto conss. (389 aug. 16).

Será castigado como cómplice aquel que vea producirse un mal arte o plan y no lo denuncie. Por Valentiniano II y Teodosio I. 
- 391 CTh.16.10.10 Idem aaa. ad albinum praefectum praetorio. nemo se hostiis polluat, nemo insontem victimam caedat, nemo delubra adeat, templa perlustret et mortali opere formata simulacra suspiciat, ne divinis adque humanis sanctionibus reus fiat. iudices quoque haec forma contineat, ut, si quis profano ritui deditus templum uspiam vel in itinere vel in urbe adoraturus intraverit, quindecim pondo auri ipse protinus inferre cogatur nec non officium eius parem summam simili maturitate dissolvat, si non et obstiterit iudici et confestim publica adtestatione rettulerit. consulares senas, officia eorum simili modo, correctores et praesides quaternas, apparitiones illorum similem normam aequali sorte dissolvant. dat. vi kal. mart. mediolano tatiano et symmacho conss. (391 febr. 24).

Será castigado el que sacrifique a un inocente y al pecador que se arrodille frente a una imagen para expiar sus pecados, no se le expiarán. Además el hombre que haya realizado una arte oscura y quiera expiarse en un templo, deberá pagar 15 libras de oro de forma inmediata.
- 392 CTh.16.10.12 Imppp. theodosius, arcadius et honorius aaa. ad rufinum praefectum praetorio. nullus omnino ex quolibet genere ordine hominum dignitatum vel in potestate positus vel honore perfunctus, sive potens sorte nascendi seu humilis genere condicione ortuna in nullo penitus loco, in nulla urbe sensu carentibus simulacris vel insontem victimam caedat vel secretiore piaculo larem igne, mero genium, penates odore veneratus accendat lumina, imponat tura, serta suspendat. (392 nov. 8).

Nadie de ningún tipo, de ningún rango, ni colocado en el poder, ni honrado, ni poderoso por la suerte de su nacimiento, ni nacido en una casta inferior, en ningún lugar lejano, en ninguna ciudad, debe matar a una víctima inocente con arma ritual y quemar su hogar. Por Teodosio I, Arcadio y Honorio.